# 莊喆
莊喆（1934年—），北京人，是一名旅美華人藝術家，父親是已故知名書法家，前國立故宮博物院副院長莊嚴。

## 生平
莊喆出身書香世家，自幼接觸中國歷代書法，培養出對書畫藝術的興趣。1954年進入國立台灣師範大學藝術系就讀，在朱德群的指導下學習繪畫。1958畢業後加入「五月畫會」，為主要成員之一，積極參與中國繪畫現代化運動。1966年獲美國洛克菲勒亞洲美術基金會贊助，赴美考察世界美術一年，同年赴紐約擔任著名雕刻家西摩爾·立普頓的短期助手，客居哥倫比亞大學旁的畫室。60年代遊歐數國，於法國遇趙無極、朱德群、夏陽等人，並在西班牙結識安東尼·塔皮埃斯。受歐洲各國歷史文化衝擊，感到震撼一度無法創作。
1972年獲得中國畫學會金爵獎，七月赴美國密西根大學專研美術史。1973年起正式移居美國，遍遊美國及加拿大名山大川，開啟長達14年的田園生活。1986年受美國基金會資助返台一年，受邀至國立藝術學院客座教授一年。1992年台北市立美術館為他舉行大型回顧展。

## 個展
- 2020年，「如山之想60年——莊喆個展」，亞洲藝術中心，台北，台灣
- 2019年，瓦季尤畫廊，巴黎，法國
- 2016年，莎賓.瓦季尤畫廊及Hervé Courtaigne畫廊，巴黎，法國
- 2015年，臺北市立美術館，台北，台灣
- 2012年，「統覽．微觀」，亞洲藝術中心，台北，台灣
- 2007年，「嶺道深遠」，中國美術館，北京，中國
- 2006年，「筆意縱橫，參於造化」，亞洲藝術中心，台北，台灣
- 2005年，「主題・原象」莊喆個展，國立歷史博物館，台北
- 2002年，廣州美術館，中國
- 1980年，國立歷史博物館，台北，台灣
- 1977年，賽格諾市美術館，賽格諾市，密西根州。美國
- 1977年，卡拉馬左市美術館，卡拉馬左市，密西根州，美國
- 1974年，奧柏林學院亞洲中心，奧柏林學院，俄亥俄州，美國
- 1972年，孟特克里爾市美術館，孟特克里爾市，紐澤西州，美國
- 1972年，紐瓦克市美術館，紐瓦克市，紐澤西州，美國
- 1970年，弗林特市美術館，弗林特市，密西根州，美國

## 群展
- 2019年，「風林火山——源自東方的抽象」，亞洲藝術中心，北京，中國
- 2017年，「從中國到台灣: 前衛抽象藝術先鋒1955-1985」，布魯塞爾，比利時
- 2016年，「1960-台灣現代藝術的濫觴」，亞洲藝術中心，台北，台灣
- 2003年，「六十年代台灣繪畫」，台北市立美術館，台北，台灣
- 1997年，「中國根」，上海美術館，中國
- 1994年，「東方與西方之間-20世紀末中國藝術的轉變」Discovery博物館，Bridgeport，康州，美國
- 1991年，「台北-紐約：現代畫之遇合展」，台北市立美術館，台北市
- 1981年，東方與五月畫會二十五年紀念展，省立博物館，台北市
- 1976年，三位中國當代畫家，山根市美術館，山根市，科羅拉多州
- 1973年，巴西聖保羅國際雙年展，聖保羅市，巴西
- 1969年，中國當代畫，馬德里，西班牙
- 1966年，新中國山水傳統，巡迴美國各大美術館，美國藝術協會後援
- 1965年，中國現代畫展，羅馬現代美術館，義大利
- 1963年，巴西聖保羅國際雙年展，聖保羅市，巴西
- 1961年，巴西聖保羅國際雙年展，聖保羅市，巴西
- 1959年，巴西聖保羅國際雙年展，聖保羅市，巴西
- 1959年，巴黎國際青年雙年展，巴黎
- 1958年，五月畫展，台北

## 公共收藏
- 台灣：國立歷史博物館、台北市立美術館、科學博物館
- 中國：中央美院美術館、廣東美術館、上海美術館、香港美術館
- 美國：克利夫蘭美術館、底特律美術館、康乃爾大學美術館、密西根大學美術館、賽格諾市美術館

## 外部連結
- WEast Collection[]
- 亞洲藝術中心 （页面存档备份，存于）
- Sabine Vazieux 畫廊